# 四斤山砲
四斤山砲（よんきんさんぽう, 仏語：Canon de montagne de 4 rayé modèle 1859, Canon de montagne de 4 La Hitte ）とは、1859年にフランスで開発された前装ライフル式の青銅製山砲である。「四斤」とは、砲弾重量が4キログラムであることを意味する。日本でも幕末から明治初期にかけて主力野戦砲として使用された。

## 開発

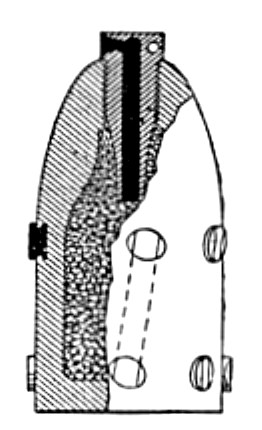
ライット・システムの砲弾の解説。表面に12個のスタッドがある。

フランス陸軍の砲兵士官で外務大臣も務めたジャン・エルンスト・デュコ・ド・ライット（en）のもとで1859年に開発された。ライットが整備した「ライット・システム」と呼ばれる一連のライフル砲体系に属する火砲で、同時に整備された砲として四斤野砲（Canon de campagne de 4 rayé modèle 1858）や12斤カノン砲（1853年型12斤カノン砲のライフル砲改造型）など多種が存在する。なお、幕末の日本では「ナポレオン砲」とも呼ばれたが、“Napoleon cannon”は本来は滑腔式の1853年型12斤カノン砲のことである。
ライット体系の火砲が従来のフランス軍火砲と比べて大きく変わった点は、砲身にライフリングが施された点である。六角形のポリゴナルライフリングが使われており、椎実型砲弾（長弾）の側面に埋め込まれた亜鉛製のスタッド（筍翼）と噛み合わさって、発砲時に砲弾に回転を与える仕組みになっている。ライフリングは砲口に近い部分では溝幅にゆとりがもたせてあり、次第に奥に向かうにつれて幅が狭くなるが、一条を除いては若干のゆとりが残るようになっている。この工夫により、砲弾の装填が容易になり、かつ噛み合わせは確かなものとなる効果があった。砲身の製造法は、中身が詰まった状態で鋳造したうえ、内側を切削加工する方式だった。
ライフル砲となったことで、有効射程・命中率が向上するとともに、球形砲弾（円弾）を使用した場合に比べると同口径でも大質量の砲弾を使用できるようになった。例えば、新しい四斤山砲の場合、従来の同口径砲では4リーブル（1リーブルは0.5キログラム弱）の円弾だったのが、4キログラムの長榴弾（全備重量=弾殻+炸薬+信管）を使用可能となっている。弾種は榴弾と榴散弾が用意された。なお、日本語名称の「斤」は、火砲の場合に一般的には弾丸重量をポンド単位で指すが、本砲の場合はフランスで公用されていたメートル法のキログラムを意味する。
山砲として設計された本砲は、砲身が短くて射程などは四斤野砲に比べて劣ったものの、軽量で機動性に優れていた。分解すれば馬2頭に駄載することが可能で、山岳地帯での運用に適していた。一方、野砲では馬8頭が牽引に必要だった。

## 実戦
フランス陸軍に配備された本砲は、1859年の第二次イタリア独立戦争での出兵で、初めて実戦使用された。この戦役でのオーストリア帝国軍との戦闘で、四斤野砲を主力とするライット体系の各砲は優秀な成果を収めた。
その後もフランス第二帝政期のフランス陸軍の野戦火砲としてライット体系の各種火砲は使用された。しかし、1870年-1871年の普仏戦争では、プロイセン王国軍のクルップ砲（後装式・鋳鋼製）に対し発射速度や有効射程で劣ることになり、フランスの敗戦の一因となってしまった。

## 日本での使用

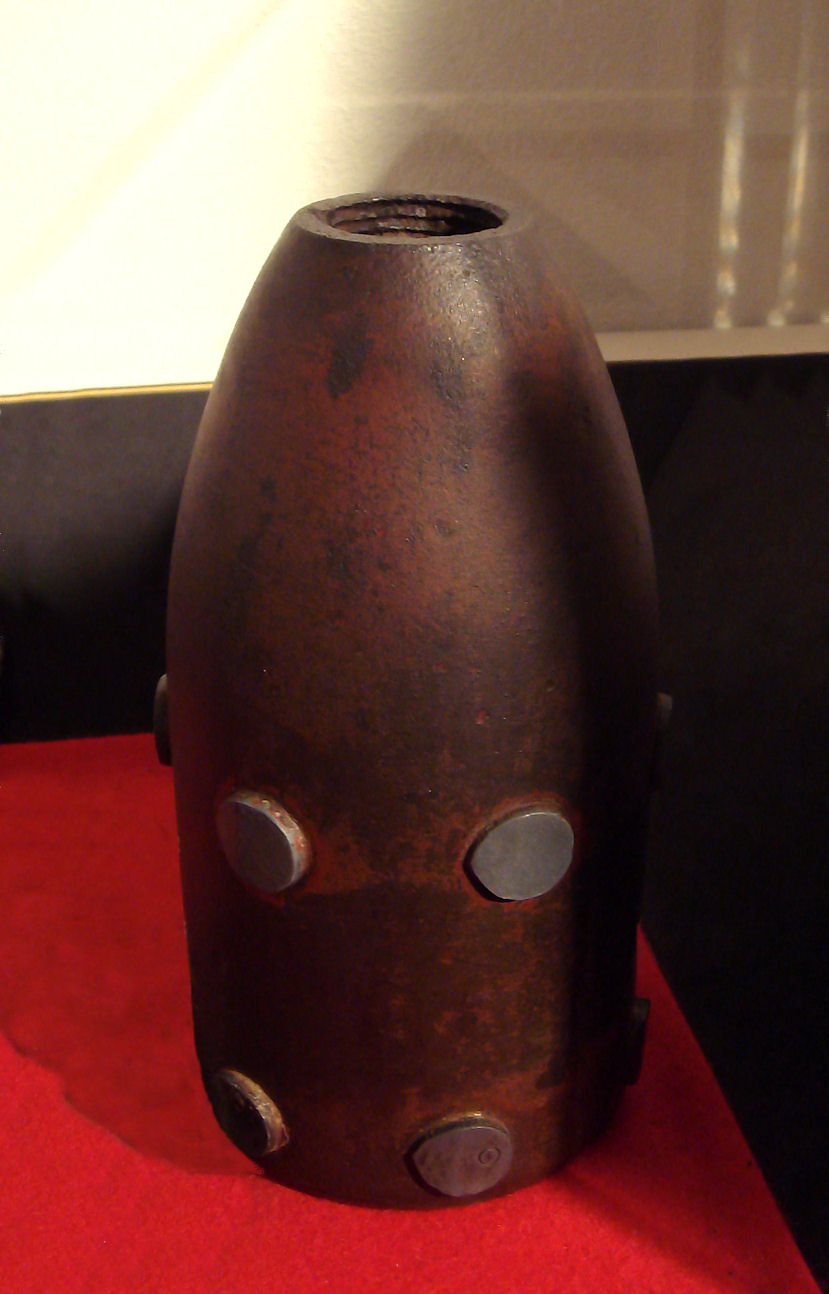
戊辰戦争で使用された四斤山砲弾。京都の霊山歴史館収蔵。

四斤山砲は、幕末の日本にも導入され、戊辰戦争から西南戦争にかけての主力野戦砲として使用された。オランダからの情報で輸入が始まり、幕府陸軍をはじめ薩摩藩などの各藩が洋式野戦砲として導入した。輸入品ばかりでなく、後述するように国内でのコピー生産も行われた。日本で最初に本砲を実戦使用したのは幕府陸軍で、1866年（慶応2年）の第二次長州征討において使用した。
日本で四斤山砲が主力野戦砲としての地位を占めた理由としては、以下が挙げられる。
- 軽量で分解可能な山砲が、山がちで輓曳用道路の整備も不十分な地理事情、軍馬不足という軍備状況に適合していた。
- 青銅砲なので、鉄製砲よりも技術的に製造が容易だった。材料も国内調達が容易だった。
- 発射速度を除けば最新式の後装砲にも劣らない性能だった。

1864年（元治元年）には、コピー生産の試みが、幕府の関口製造所や薩摩藩の集成館で始まった。砲身切削用の工作機械の輸入も行われている。これらの兵器工場ではすでに洋式火砲の製造経験があったが、四斤山砲の場合は内部を切削するという新技術を要するうえ、#開発で触れたライフリングに関する工夫が機密事項とされていたため、完全な製品を生み出すにはそれなりの苦労を要した。実際、福島県の白虎隊記念館に現存する薩摩製と思われる四斤山砲は、工作精度が甘い仕上がりである。幕府の関口製造所は、最終的に極めて精巧なコピー品の製造に成功している。フランス軍事顧問団による指導があったとも推測されているが、幕府の技術者だった武田斐三郎が指導を求めた際には軍事機密であると拒否されたという記録もある。
その後、薩摩藩では、砲身を延長した長四斤山砲という独自改良型も開発している。これは大山弥助（後の大山巌）が設計したともいわれ、「弥助砲」の呼び名がある。生産は明治時代になってから行われた。生産数はそれほど多くなく、後に陸軍の予備火砲となった。鹿児島県の尚古集成館に現物が展示されている。さらに、大山弥助は四斤山砲の軽量化も試みており、この軽量型は村田経芳の手を経て1885年（明治18年）に完成し、やはり「弥助砲」の名で呼ばれる。なお、他に「弥助砲」の名で呼ばれるものとして、同じく大山弥助設計とされる十二斤綫臼砲もある。
新島八重は四斤山砲の不発弾を分解して会津の女性達に構造を説明し、武器の知識を得させた。
二本松藩の二本松少年隊の主力野戦砲である。二本松の戦いでは新政府軍を戦闘中の一時期は圧倒した。
明治時代に入ってからも四斤山砲の生産は大阪砲兵工廠で続けられた。より高性能な後装砲であるブロドウェル山砲やクルップ製の克式七珊半野砲なども輸入されていたが、これらは材料の自給が難しい鋼製火砲だったがゆえに主力火砲には選ばれなかったのである。四斤山砲は台湾出兵に使用されたほか、西南戦争では政府軍と西郷軍双方が四斤山砲を使用している。その後は青銅製の後装砲である七珊野砲（原型はイタリア製）が制式となって国産化され、主力野戦砲の更新が進んだ。退役した四斤山砲や四斤野砲の中には、払下げとなって午砲として使用された例もあった。

## 登場作品
四斤山砲は、日本では幕末から明治にかけて多数が使用されたため、この時代を舞台とした小説や映画などにも小道具として頻繁に登場する。そのうち、主題に関わる重要な役割を果たす作品としては、以下が挙げられる。
司馬遼太郎 『四斤山砲』
小説『新選組血風録』のうちの一編。
東郷隆 『大砲松』
1993年に講談社から初版の小説。彰義隊に参加した四斤山砲兵を描いた作品。ただし、記述から見ると登場する砲は滑腔砲であり、四斤山砲とは言い難い。